# Velké Bulharsko
| Území současného Bulharska Teoretická území Velkého Bulharska |

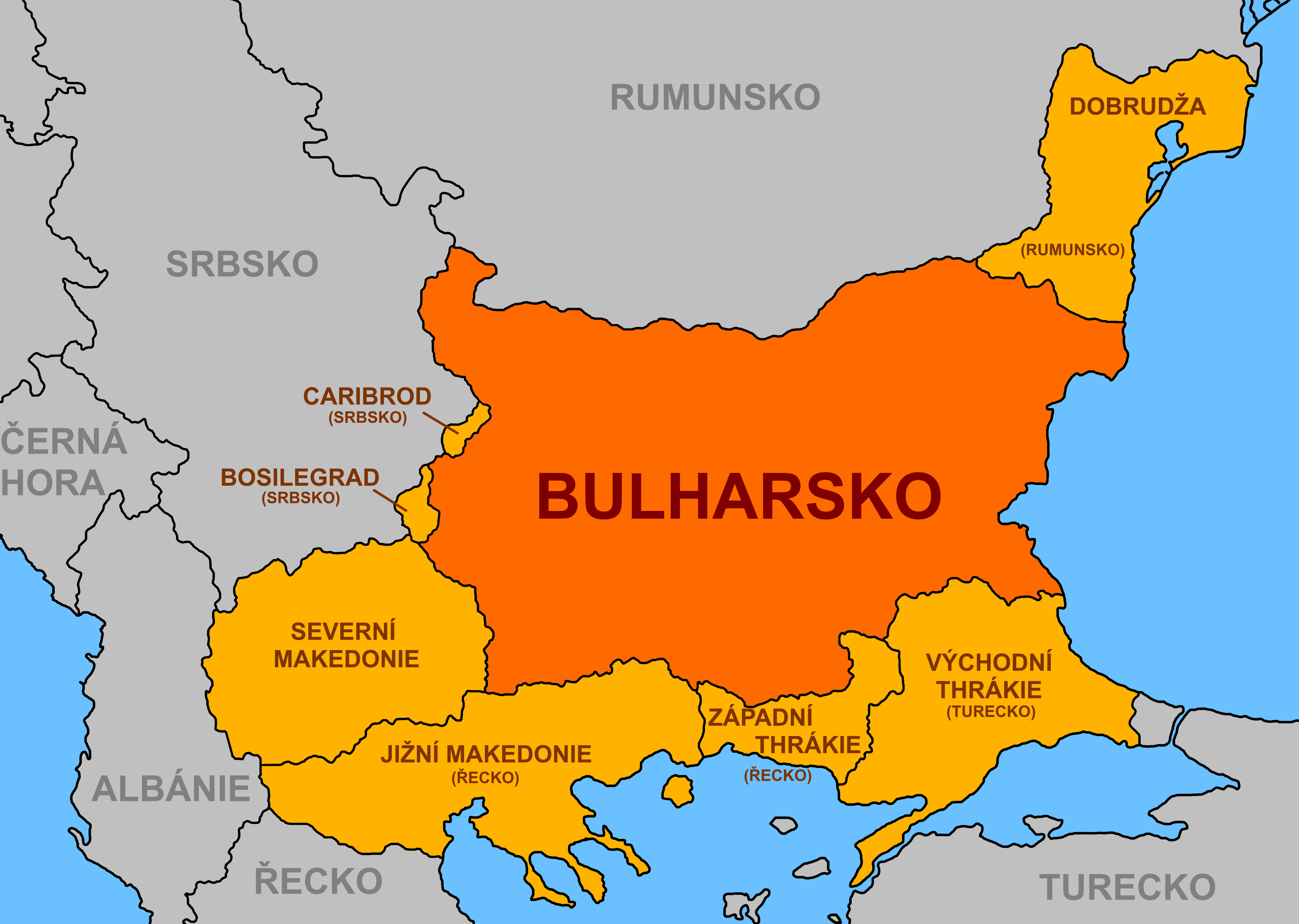
Území současného Bulharska
Teoretická území Velkého Bulharska

Jako Velké Bulharsko se označuje geopolitický koncept rozšíření území Bulharska na území, které na něj mají historické, etnické či kulturní vazby, jedná se tedy o myšlenku nacionalistickou a iredentistickou. Obvykle jsou v tomto konceptu zahrnuta území:
- Dobrudža (dnes součást Rumunska)
- části Moesie (oblasti okolo měst Caribrod a Bosilegrad; dnes součást Srbska)
- Makedonie (dnes rozdělena mezi Severní Makedonii a Řecko)
- Thrákie (dnes rozdělena mezi Řecko a Turecko)

Koncept se opírá o územní rozmach První a Druhé Bulharská říše v raném středověku, dále pak také o novodobé Bulharské carství. K určitému naplnění Velkého Bulharska došlo dočasně během Druhé světové války, ve které Bulharsko figurovalo na straně Osy.